# Wilhelm Jahn
Wilhelm Jahn (Dvorce, 24 de novembro de 1935 - Viena, 21 de abril de 1900) foi um maestro austro-húngaro. Ele serviu como maestro da Ópera da Corte de Viena de 1880 até 1897 e o maestro principal da Orquestra Filarmônica de Viena de 1882 até 1883. Teve uma participação na estreia mundial da Sinfonia n.º 6 de Bruckner, interpretando dois movimentos, em 1883.